# Diospyros simii
Diospyros simii là một loài thực vật có hoa trong họ Thị. Loài này được (Kuntze) De Winter mô tả khoa học đầu tiên năm 1961.